# 那屯國家公園

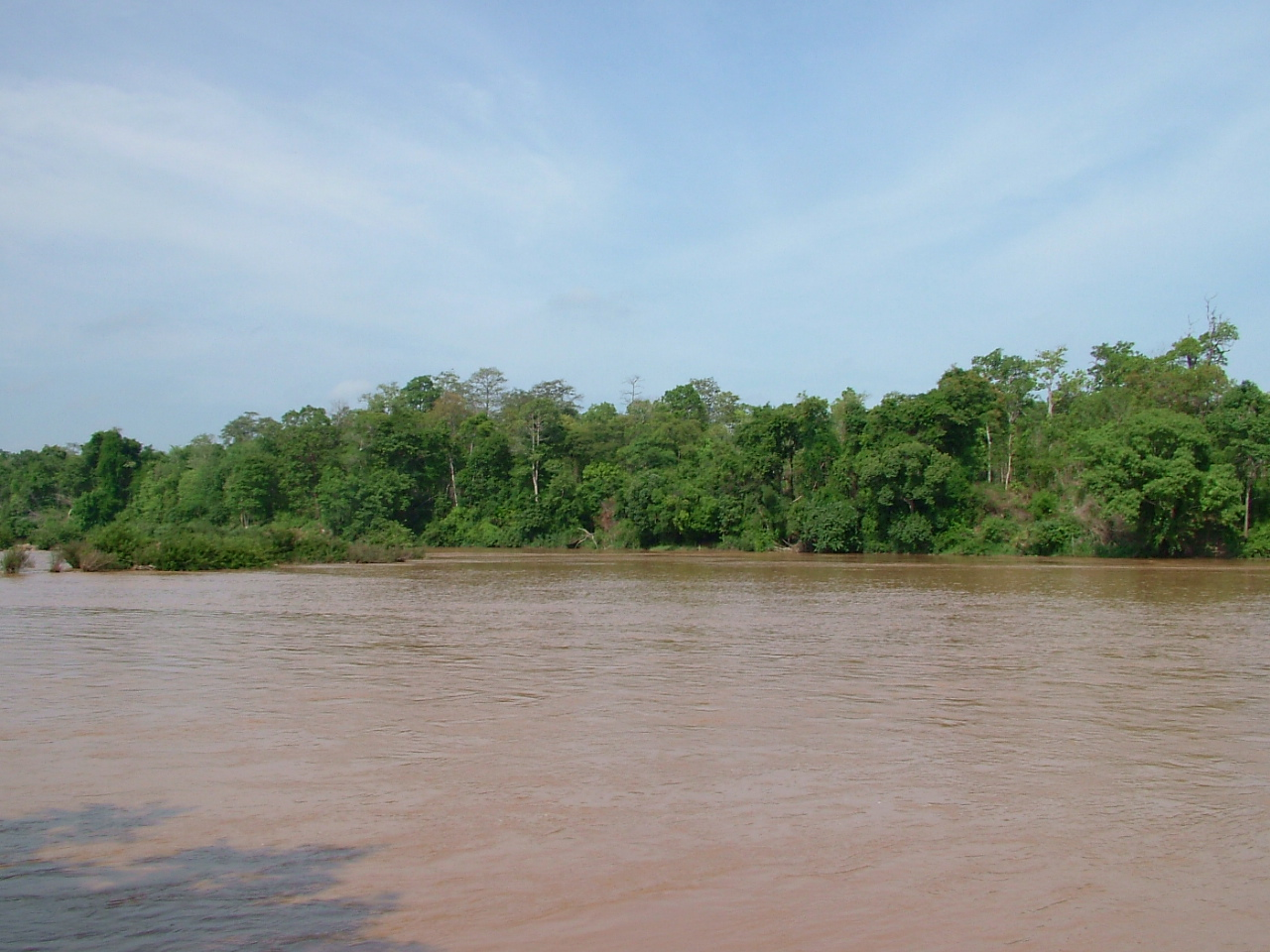

12°48′14″N 107°40′14″E / 12.80375719°N 107.67065465°E
那屯國家公園是越南的國家公園，位於該國西南部西原地區得乐省奔敦县，距離邦美蜀市40公里，成立於1986年，面積1,155平方公里，其中970平方公里是龙脑香科林，湄公河支流斯雷博克河流經，共有89种哺乳动物、爬行动物和鱼类，其中有39种被列入越南濒危野生动物红皮书。有印度支那虎、印度支那豹、印度象、印度野牛等野生動物棲息。